# Axiom von Pasch
Der Satz von Pasch (nach Moritz Pasch) wird in der synthetischen Geometrie gewöhnlich als Axiom verwendet:

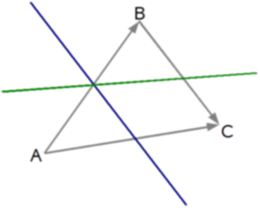
Die Gerade a mag grün oder blau sein: Eine weitere Seite des Dreiecks muss sie treffen.

„Es seien A, B, C drei nicht in gerader Linie gelegene Punkte und a eine Gerade in der Ebene ABC, die keinen dieser drei Punkte trifft. Wenn dann die Gerade a durch einen Punkt der Strecke AB geht, so geht sie gewiss auch entweder durch einen Punkt der Strecke BC oder durch einen Punkt der Strecke AC.“
Anschaulich kann dies so ausgedrückt werden: „Wenn eine Gerade durch eine Seite ins Innere eines Dreiecks eintritt, so tritt sie gewiss auch wieder durch eine Seite des Dreiecks heraus.“
Pasch hat dieses Axiom 1882 formuliert. Euklid interessierte sich noch nicht für die Notwendigkeit eines solchen Axioms. Evidenzen dieser Art wurden von ihm (und seinen Jüngern in den folgenden 2000 Jahren) ganz selbstverständlich benutzt.
Die Formulierung dieses Axioms stellt deshalb einen wichtigen Schritt dar auf dem Wege der Geometrie zu einer streng axiomatischen Theorie (Axiomatisierung). Es gehört zu den Axiomen, durch die eine schwache Zwischenbeziehung auf einer affinen Ebene charakterisiert werden kann. In Hilberts Axiomensystem der euklidischen Geometrie ist es eines der Axiome, die eine (starke) Zwischenbeziehung und damit eine Anordnung der Ebene beschreiben.
→ Auch das Axiom von Veblen-Young ist in der mathematischen Literatur als Axiom von Pasch bezeichnet worden.